# Lašva
Lašva är ett vattendrag i Bosnien och Hercegovina. Det ligger i den centrala delen av landet, 50 km nordväst om huvudstaden Sarajevo.
Omgivningarna runt Lašva är en mosaik av jordbruksmark och naturlig växtlighet. Runt Lašva är det ganska tätbefolkat, med 93 invånare per kvadratkilometer.